# よふかしのうた (漫画)
『よふかしのうた』は、コトヤマによる日本の漫画。『週刊少年サンデー』（小学館）において、2019年39号から2024年9号まで連載された。同誌2025年31号から『よふかしのうた-楽園編-』のタイトルで短期集中連載として連載されている。2025年3月時点で累計部数は530万部（電子版含む）を突破している。
タイトルはヒップホップ・ユニット、Creepy Nutsの楽曲「よふかしのうた」に由来し、コミックス第1巻が発売された際には同楽曲を使用したコラボPVが公開された。また、同楽曲はテレビアニメ（Season1）のエンディングテーマとして使用された。

## あらすじ
中学2年生の夜守コウは、告白してきた女子をふったことが原因で彼女の友達に責められ、何もかもが嫌になり不登校になっていた。ある日、不眠症になっているコウは、初めて誰にも言わずに深夜に一人で外に出る。
昼間とは違う「誰もいない世界」に心地よさを感じる中、コウは吸血鬼である七草ナズナと出会い、ナズナに血を吸われてしまう。だが、血を吸われても吸血鬼になるわけではないと言う。コウは吸血鬼になりたいと頼むが、それには『吸血鬼に恋をする』ことが必要だった。
こうして、コウは『ナズナに恋する』ために毎日夜ふかしをして、ナズナや吸血鬼たちと交流することになるのであった。

## 登場人物
声の項はテレビアニメ版の声優。

### 主要人物
夜守 コウ（やもり コウ）
声 - 佐藤元、千本木彩花（9歳）
本作の主人公。中学2年生。14歳。告白してきた女子をふったことが原因で彼女の友達に責められ、何もかもが嫌になり、不登校になる。以来、不眠症に悩まされていた。
ある日、初めて一人で夜に外出した際、吸血鬼の七草ナズナに出会う。吸血鬼を好きになり、血を吸われることで吸血鬼になれると知ったコウは、彼女に恋をして吸血鬼になることを目指す。
吸血鬼になりたい理由は「夜が好き」という漠然なものであり、コウ自身もただ吸血鬼になって自由に過ごしたいと思ったため。
特技は寝たふり。14年間初恋すらしていない。
趣味らしい趣味を持っていないと自身では語っているが、中古のスニーカー集めが好き。
両親は離婚しており、母親と二人の母子家庭。母親は水商売のため夜は留守にしている。誕生日は8月28日。ナズナ曰く、血は美味しい。
七草 ナズナ（ななくさ ナズナ）
声 - 雨宮天
本作のヒロイン。自由奔放に夜の世界を生きる吸血鬼の女性。輪っかにした両サイドの三つ編みが特徴的で、見た目はコウより少し年上の少女。眷属は作らない主義。コウからは「ナズナちゃん」と呼ばれる。携帯電話は持っていない。コウに夜の遊び方を教えると言いつつも、実は全然知らない。普段着は黒いコートの下はホットパンツにビキニスタイルと露出度が高く、本人曰く動きやすいからそうしているとのこと。
吸血鬼の特性に加えて後述の彼女独自の事情もあり、外見年齢と実年齢は一致していない。吸血鬼としてはまだ若いほうらしい。
下ネタが好きでコウをしょっちゅうからかうが、自分の恋愛話になると照れてしどろもどろになってしまう。
コウの血の美味さに感動し、今後もコウの血を吸うようになる。ビール好き。年齢はおそらく30から40前後。
当初、吸血鬼になった時の記憶がないと語っていたが、のちに看護師だった吸血鬼、七草ハルと人間の男性との間に生まれたことが判明。つまり、他の吸血鬼に血を吸われて吸血鬼化したのではなく生まれつきの吸血鬼であり、これはかなりレアなケースであるらしい。また、通常の人間と同様、出産によって生まれているが、生まれてほんの数年後、ハルの眷属でナズナの育ての親となったカブラと初めて会った時点で、すでにハルとそっくりの今と変わらない外見だった。ただし、まだ当時は言葉も知らず、中身は赤ん坊の状態であった。カブラによると、両親ともに既に故人である。
朝井 アキラ（あさい アキラ）
声 - 花守ゆみり
コウの幼馴染。中学2年生の女子。コウにとっては貴重な「友達」と呼べる存在。眠れずに街を歩いていた時にコウと再会し、ナズナとも知り合う。2人の関係を知り応援している。誕生日は5月3日。
早起きで朝の4時に散歩をしてから登校している。
コウが吸血鬼になるのは別に構わないと思っており、吸血衝動によって暴走した吸血鬼の一件から、あんな風にコウがなってほしくないという思いから、吸血鬼になったら最初に血を吸わせてあげると約束する。

### 吸血鬼
桔梗 セリ（ききょう セリ）
声 - 戸松遥
ナズナの知り合いの吸血鬼。ギャルっぽい女子高生の格好をしており、自称「恋愛マスター」。ナズナとはよく喧嘩をしている。
元人間。
平田 ニコ（ひらた ニコ）
声 - 喜多村英梨
ナズナの知り合いの吸血鬼。外見はナズナたちより若干年上に見える。吸血鬼の存在に詳しい「人間」を増やさないため、コウを吸血鬼にしようとする。眷属を増やすため、人間にモテやすい振る舞いが得意。人間の世界での職業は夜間学校の教師で、パンツスーツは教師としての仕事着。
趣味は恋バナ。
眷属は5人。
本田 カブラ（ほんだ カブラ）
声 - 伊藤静
ナズナの知り合いの吸血鬼。
人間だった時は病弱で入退院を繰り返していたが、担当の看護師だった七草ハルに恋をして、吸血鬼になった。その後、ハルから娘のナズナを託され、彼女の育ての親となる。初恋はハル。
吸血鬼になる前の自分の血液を輸血パックに残しており、ときどき接種している。
人間の世界で看護師として働いている。
他の吸血鬼の眷属候補を奪うのが好き。
勤めている病院で、立ち入り禁止の部屋の前に出る噂の幽霊の正体。
眷属は7人。
小繁縷 ミドリ（こはこべ ミドリ）
声 - 大空直美
ナズナの知り合いの吸血鬼。外見は高校生ぐらいで、いわゆる「カワイイ系」の外見。
人間の世界ではメイド喫茶「う゛ぁんぷ」で働いており、「みどり」という名前で人気ナンバーワンのポジションを誇っている。
童貞をこじらせている人がターゲット。
眷属は1人。
蘿蔔 ハツカ（すずしろ ハツカ）
声 - 和氣あず未
ナズナの知り合いの吸血鬼。一人称は「僕」。ナズナのことを「七草さん」と呼んでいる。。
眷属は3人（男性1人、女性2人）。その3人はハツカがいないと生きていけないような精神状態を作って眷属にしている。
女装は似合うからやっており、その方が男女ウケが良いため行っている。
女性のような出で立ちのため男性であることに驚かれることが多い。実際に銭湯で裸になった際に男であったため、マヒルやあっくんにも驚かれた。
元人間。
七草 ハル（ななくさ ハル）
声 - 内田真礼
カブラを眷属にした吸血鬼。ナズナの産みの親で故人。喫煙者。
生前は病院で看護婦として働いており、カブラとも病院で出会った。
外見はナズナにそっくりで違うのは髪の毛の長さくらい。
星見キクとともに人間に戻る方法を探していた。
アザミ
吸血鬼。ヤクザの下っ端で、星見キクの眷属。星見キクのことは「姐さん」と呼び、彼女の眷属の後処理などをしている。
ススキ
吸血鬼。武道にすぐれ、吸血鬼の特性も使いこなしてきわめて高い戦闘力を誇る。そのせいか、自分より弱い者を見下す傾向がある一方で、自分より強い者の言うことはよく聞く。星見キクが眷属を増やし続けていることに危機感を覚え、彼女のことを探ろうと鶯アンコに接触する。半吸血鬼のコウに負けたことをきっかけにコウを慕い、「ぴっぴ」という謎のあだ名で呼ぶ。
星見 キク（ほしみ キク）
声 - 佐藤利奈
女性吸血鬼。マヒルとはBARで知り合い、話すようになったマヒルを眷属にするつもりではなく、吸血鬼であることも黙っていたがコウから吸血鬼の匂いがしたことから、マヒルに自分が吸血鬼であることを告白した。
鶯餡子の家族を崩壊させた張本人。少なくとも十六世紀ごろから生きており、何百人と無闇に眷属を増やし続けてきた。
現在はマヒルを眷属候補としている。異常な眷属の数をはじめ、行動に少し不可解なところがある。それは、人間に戻ろうとしているからと思われる。
眷属は50人ほど。
秋山 昭人（あきやま あきひと）
声 - 吉野裕行
通称「あっくん」。一度失恋し、その後桔梗セリと出会う。セリと交流していくうちに次第に病んでストーカーとなり、セリに殺されそうになる。しかしコウとナズナの助けを借りながら晴れてセリの眷属となる。コウからは原作では「メンヘラさん」、アニメでは「ダル男さん」と呼ばれている。
人間だったころの癖で視力が良くなっても眼鏡をかけている。人間時代にかけていた眼鏡はセリと出会ったきっかけの眼鏡であるため、弱点となっている。
LoveGreen / ラヴ
声 - 杉田智和
ミドリの眷属。ぽっちゃり体型の男性。絵に描いたようなオタク。名前はハンドルネームで略して「エルジー」とも。
ミドリとは20年前にゲームのオフ会で出会い、すぐに好意を持っている。
ミドリのことなら本人以上に知っており、それこそ本人が覚えていない人間時代の情報も知っている。だけでなく、思いがつのりにつのってミドリの同人誌を制作している。
吸血鬼に食事は本来必要がないのに太っているのは、頻繁に家系ラーメンを食べに通っているから。
七草ハルカ（ななくさ ハルカ）
七草ハルの眷属。元々は関東に住んでおり、現在は北海道在住。ハルを共通点にハルを知るカブラと仲良くなる。

### 人間
夕 真昼（せき まひる）
声 - 小野賢章
アキラと同じくコウの幼馴染。成績も運動神経もよくクラスの人気者。家は花屋。性格は明るいが、それは元々ではなく、兄の夕正午が事故死してからそのような性格になった。やがて、星見キクと行動を共にするようになる。
遅刻や授業中に寝ることが増えて教師に心配されている。
白河 清澄（しらかわ きよすみ）
声 - 日笠陽子
出版社に勤めるOL。コウに吸血鬼にすることを約束される。
鶯 餡子（うぐいす あんこ）
声 - 沢城みゆき
本名、目代キョウコ。28歳。喫煙者。酒に弱い。眼鏡をかけ、どこか疲れたような雰囲気を漂わせた女性。私立探偵をしている。
吸血鬼は人にとって悪だから、という理由から吸血鬼を否定している。
高校生の時、ナズナと短期間だが友人のような関係だったことがあり、それをきっかけに吸血鬼の存在を知る。その直後、吸血鬼によって家庭を崩壊させられたことから吸血鬼を恨んでおり、高校中退後は探偵をしながら吸血鬼の捜査と殺害を続けていた。だが再会したナズナやコウと戦った後「吸血鬼を全滅させる」という目標を諦めた。その後はナズナやコウと行動を共にすることが多い。
夜守ケイ（やもり ケイ）
コウの母親。二十歳の時に結婚し出産するも離婚し、シングルマザー。水商売で毎日朝帰り。コウのことは放任している。

## 設定
吸血鬼
通常人間の外観をした存在で、吸血による食事、眷属を作ることを目標としている。死ぬことはないが負傷したことによる痛みは感じる。またその傷は血を取り込むことによって回復する。
吸血鬼は血を10年吸わなければ死ぬとされている。
眷属
吸血鬼に恋をした人間が、その吸血鬼に血を吸われることで吸われた人間は眷属（吸血鬼）となる。ただ、恋をしたということは年月が過ぎるとともに忘れ去られる。また普通に考えると吸血鬼は全てもともと誰かの眷属であると思われるかもしれないが、ナズナのように通常の人間と同様、出産するケースもある。
吸血
本作品における吸血は「食事」である。つまり血は食料であり、吸血鬼は定期的に血を飲む必要がある。
恋
人間は吸血鬼に恋をすることで眷属となるが、それは性欲ではない。また、吸血鬼が人間に恋をし、恋をした吸血鬼が好きな人間の血を吸うと「人間側が死ぬ」、「吸血鬼が死ぬ」もしくは「人間・吸血鬼両方死」という結果となる。ただ通常本能的に吸血鬼自身は恋をせず、恋をさせるゲームをさせている感覚で過ごしている。
半吸血鬼
半分人間・半分吸血鬼という状態で、鶯餡子によればそれは「痛みと流血」が必要、もしくは感情の爆発などで発生するとされる。すると傷の回復・吸血鬼並みの身体能力・スリ抜けといったことも可能となる。また半吸血鬼になる現象は「半吸血鬼化」とされる。鶯アンコは「連続して半吸血鬼化を行うと実際に吸血鬼になる可能性もある」としている。
スリ抜け
スリ抜けに関しては「正（プラス）と負（マイナス）」として説明できる。通常の力を正、スリ抜けを負とすると、負の状態で正の蹴りを食らうとスリ抜けをすることができる。ただ負状態で負の蹴りを食らうと正となり（負＋負＝正）スリ抜けができない。

## 評価
- 2020年6月、TSUTAYAが主催する「第4回みんなが選ぶTSUTAYAコミック大賞」にて10位入賞。
- 2023年1月、第68回「小学館漫画賞」少年向け部門を受賞[67]。

## 書誌情報
- コトヤマ 『よふかしのうた』 小学館〈少年サンデーコミックス〉、全20巻
  1. 2019年11月18日発売[小 1]、ISBN 978-4-09-129492-0
  2. 2020年2月18日発売[小 2]、ISBN 978-4-09-129556-9
  3. 2020年4月16日発売[小 3]、ISBN 978-4-09-850064-2
  4. 2020年8月18日発売[小 4]、ISBN 978-4-09-850163-2
  5. 2020年10月16日発売[小 5]、ISBN 978-4-09-850268-4
  6. 2021年1月18日発売[小 6]、ISBN 978-4-09-850384-1
  7. 2021年4月16日発売[小 7]、ISBN 978-4-09-850522-7
  8. 2021年7月16日発売[小 8]、ISBN 978-4-09-850635-4
  9. 2021年11月18日発売[小 9]、ISBN 978-4-09-850735-1
  10. 2022年2月18日発売[小 10]、ISBN 978-4-09-850872-3
  11. 2022年6月17日発売[小 11]、ISBN 978-4-09-851127-3
  12. 2022年7月15日発売[小 12]、ISBN 978-4-09-851204-1
  13. 2022年9月15日発売[小 13]、ISBN 978-4-09-851257-7
  14. 2022年12月16日発売[小 14]、ISBN 978-4-09-851474-8
  15. 2023年3月16日発売[小 15]、ISBN 978-4-09-851767-1
  16. 2023年6月16日発売[小 16]、ISBN 978-4-09-852123-4
  17. 2023年7月18日発売[小 17]、ISBN 978-4-09-852615-4
  18. 2023年11月17日発売[小 18]、ISBN 978-4-09-852855-4
  19. 2024年2月16日発売[小 19]、ISBN 978-4-09-853115-8
  20. 2024年3月18日発売[小 20][小 21]、ISBN 978-4-09-853196-7 / ISBN 9784-09-943155-6（「ポストカードブック」付き特装版）
- コトヤマ 『よふかしのうた 公式ファンブック』 小学館〈少年サンデーコミックス〉、2022年9月30日発売[小 22]、ISBN 978-4-09-851333-8

## テレビアニメ
2021年11月11日に、ライデンフィルムのアニメーション制作でテレビアニメ化されることが発表された。
Season1は2022年7月から9月まで、フジテレビ『ノイタミナ』枠ほかにて放送された。Season2は2025年7月よりフジテレビ系列『ノイタミナ』枠ほかにて放送中。Season1はローカル枠での放送だったが、Season2はフジテレビ系列全国ネットでの放送となる。

### 作風
監督の板村智幸は、本作をアニメ化するにあたって、夜を魅力的に描くことを心掛けているという。夜を魅力的に描くことで「親に隠れてこっそり夜の街に繰り出したドキドキ感」を表現しているという。
Season1でチーフディレクターを務めた宮西哲也は、制作時に常に意識していることとして「夜を楽しそうに描くこと」と「フェチを織り交ぜながら、夜を過ごすキャラクター達を楽しませること」を挙げている。夜の美しさや楽しさを強調することで、危うさや怖さも孕む「夜の深さ」を表現しているという。

### スタッフ
|                              | Season1                      | Season2                      |
| ---------------------------- | ---------------------------- | ---------------------------- |
| 原作                         | コトヤマ                     | コトヤマ                     |
| 監督                         | 板村智幸                     | 板村智幸                     |
| 副監督                       | N/A                          | 滝沢いづみ、三好なお         |
| チーフディレクター           | 宮西哲也                     | N/A                          |
| シリーズ構成・脚本           | 横手美智子                   | 横手美智子                   |
| キャラクターデザイン         | 佐川遥                       | 佐川遥                       |
| メインアニメーター           | 福田周平、長濱佑作、篠原佑太 | N/A                          |
| 美術監督                     | 横松紀彦                     | 内藤健                       |
| 美術設定                     | 杉山晋史                     | 滝口勝久、佐藤正浩           |
| 色彩設計                     | 滝沢いづみ                   | きつかわあさみ               |
| 撮影監督                     | 土本優貴                     | 土本優貴                     |
| 編集                         | 榎田美咲                     | 榎田美咲                     |
| 音響監督                     | 木村絵理子                   | 木村絵理子                   |
| 音響効果                     | 宅間麻姫                     | 宅間麻姫                     |
| 音楽                         | 出羽良彰                     | 出羽良彰                     |
| 音楽制作                     | フジパシフィックミュージック | フジパシフィックミュージック |
| 音楽プロデューサー           | 舩橋宗寛                     | 舩橋宗寛                     |
| 音楽プロデューサー           | 髙山展明                     | 甫足亮介                     |
| チーフプロデューサー         | 三宅将典                     | 三宅将典                     |
| チーフプロデューサー         | 尾崎紀子                     | N/A                          |
| プロデューサー               | 菅原花                       | 菅原花                       |
| プロデューサー               | 佐藤成俊                     | 足立和紀                     |
| アニメーションプロデューサー | 稲垣敬文                     | 荻巣佑也                     |
| アニメーション制作           | ライデンフィルム             | ライデンフィルム             |
| 制作                         | 「よふかしのうた」製作委員会 | 「よふかしのうた」製作委員会 |

### 主題歌
Season1
「堕天」
Creepy NutsによるSeason1のオープニングテーマ。作詞はR-指定、作曲はDJ松永、編曲はDJ松永と川口大輔。
「よふかしのうた」
Creepy NutsによるSeason1のエンディングテーマ。作詞はR-指定、作曲・編曲はDJ松永。
「ロスタイム」
Creepy NutsによるSeason1の挿入歌。作詞はR-指定、作曲・編曲はDJ松永。
第2話・第3話・第6話・第8話・第10話・第13話で使用された。
Season2
「Mirage」
Creepy NutsによるSeason2のオープニングテーマ。作詞はR-指定、作曲はDJ松永。
「眠れ」
Creepy NutsによるSeason2のエンディングテーマ。作詞はR-指定、作曲はDJ松永。
「ロスタイム」
Creepy NutsによるSeason2の挿入歌。作詞はR-指定、作曲・編曲はDJ松永。
第4話・第5話で使用された。

### 各話リスト
| 話数    | サブタイトル                       | 絵コンテ          | 演出                                         | 作画監督 | 総作画監督        | 初放送日      |         |         |         |         |         |         |         |         |         |         |         |         |         |         |         |         |         |         |
| Season1 | Season1                            | Season1           | Season1                                      | Season1 | Season1           | Season1       | Season1 | Season1 | Season1 | Season1 | Season1 | Season1 | Season1 | Season1 | Season1 | Season1 | Season1 | Season1 | Season1 | Season1 | Season1 | Season1 | Season1 | Season1 |
| ------- | ---------------------------------- | ----------------- | -------------------------------------------- | --- | ----------------- | ------------- | ------- | ------- | ------- | ------- | ------- | ------- | ------- | ------- | ------- | ------- | ------- | ------- | ------- | ------- | ------- | ------- | ------- | ------- |
| 第1夜   | ナイトフライト                     | 宮西哲也          | 高藤聡                                       | 佐川遥 | -                 | 2022年 7月8日 |         |         |         |         |         |         |         |         |         |         |         |         |         |         |         |         |         |         |
| 第2夜   | てかラインやってる？               | 関野関十          | 関野関十                                     | 露木愛里 北島勇樹 Kim dae jung Son kil young                                                                  | 佐川遥            | 7月15日       |         |         |         |         |         |         |         |         |         |         |         |         |         |         |         |         |         |         |
| 第3夜   | いっぱい出たね                     | 安井貴司          | 小野勝吾 安井貴司                            | 若山政志 菊地加純 平馬浩司 佐川遥 糸島雅彦 神垣弥生 Mabus                                                     | 佐川遥            | 7月22日       |         |         |         |         |         |         |         |         |         |         |         |         |         |         |         |         |         |         |
| 第4夜   | せまくない？                       | 伊東優一 宮西哲也 | 武藤信宏                                     | 和泉百香 河江陽向 西道拓哉 武藤信宏 山本恭平                                                                  | 佐川遥            | 7月29日       |         |         |         |         |         |         |         |         |         |         |         |         |         |         |         |         |         |         |
| 第5夜   | そりゃ困ったやつですね             | 大西景介          | 大西景介                                     | 北島勇樹 佐藤友子 花澤友梨 斎藤梢 しろくま 古賀五十六 高橋敦子 Kim dae jung                                   | 佐川遥            | 8月5日        |         |         |         |         |         |         |         |         |         |         |         |         |         |         |         |         |         |         |
| 第6夜   | 楽しい方がいいよ                   | 高藤聡            | 高藤聡                                       | 斎藤大輔 菊地加純 若山政志 木下裕孝 篠原佑太 福島豊明 佐藤友子 古賀五十六 花澤友梨 大原大 宮田奈保美 鈴木良子 | 佐川遥            | 8月12日       |         |         |         |         |         |         |         |         |         |         |         |         |         |         |         |         |         |         |
| 第7夜   | 眷属作り                           | 関野関十          | 関野関十                                     | 露木愛里 北島勇樹 松村康功 平馬浩司 斎藤梢 柑原豆真 森悦史 ユキシズク 花澤友梨 山道致威                       | 佐川遥            | 8月19日       |         |         |         |         |         |         |         |         |         |         |         |         |         |         |         |         |         |         |
| 第8夜   | どいつもこいつも                   | 坂田純一 宮西哲也 | 白石道太                                     | 坂本千代子 橋本穂高 斉藤大輔 村山綾音 星和伸 市橋雄一 荻原みちる STUDIO MASSKET                               | 佐川遥            | 8月26日       |         |         |         |         |         |         |         |         |         |         |         |         |         |         |         |         |         |         |
| 第9夜   | ずるい                             | 板村智幸 安井貴司 | 小野勝吾                                     | 福田周平 篠原佑太 しろくま 野口智也 菊地加純 𠮷田肇 内藤伊之助 梅田香 若山政志 佐川遥                         | 佐川遥            | 9月2日        |         |         |         |         |         |         |         |         |         |         |         |         |         |         |         |         |         |         |
| 第10夜  | 盗撮画像を拡大して見る             | 宮西哲也          | 関野関十 駒田由貴 友田康 本間みなみ 安川央理 | 山道致威 西道拓哉 山本恭平 和泉百香 梅田香 片田敬信 斎藤梢 内藤伊之助 大原大 鈴木良子 鈴木彩子 佐川遥         | 佐川遥            | 9月9日        |         |         |         |         |         |         |         |         |         |         |         |         |         |         |         |         |         |         |
| 第11夜  | 吸血鬼って知ってるかい？           | 高藤聡            | 高藤聡 関野関十 安形裕 堂川セツム            | 平馬浩司 北島勇樹 斎藤梢 花澤友梨 斉藤大輔 長濱佑作 露木愛里 新田拓実 古賀五十六 佐川遥 篠原佑太 森田実       | 佐川遥            | 9月16日       |         |         |         |         |         |         |         |         |         |         |         |         |         |         |         |         |         |         |
| 第12夜  | 今日ウチ親いないんだ               | 大西景介          | 大西景介                                     | 菊地加純 佐藤友子 阿部弘樹 新田拓実 福田周平 橋本穂高 大原大 古賀五十六 佐川遥 篠原佑太 鈴木彩子              | 佐川遥            | 9月23日       |         |         |         |         |         |         |         |         |         |         |         |         |         |         |         |         |         |         |
| 第13夜  | よふかしのうた                     | 板村智幸          | 小野勝吾                                     | 長濱佑作 しろくま 野口智也 露木愛里 福田周平 篠原佑太 古賀五十六 山内遼                                       | 佐川遥            | 9月30日       |         |         |         |         |         |         |         |         |         |         |         |         |         |         |         |         |         |         |
| Season2 |                                    |                   |                                              | |                   |               |         |         |         |         |         |         |         |         |         |         |         |         |         |         |         |         |         |         |
| 第1夜   | それは僕らの時間じゃない           | 板村智幸          | 三好なお                                     | 浮村春菜 亀田朋幸 太田宣貴                                                                                    | 原田飛鳥 佐川遥   | 2025年 7月4日 |         |         |         |         |         |         |         |         |         |         |         |         |         |         |         |         |         |         |
| 第2夜   | 会いたかったよ                     | 板村智幸          | 武藤信宏                                     | 古谷梨絵 橋本純一 亀田朋幸 石山寛 西道拓哉                                                                    | 西尾淳之介 佐川遥 | 7月11日       |         |         |         |         |         |         |         |         |         |         |         |         |         |         |         |         |         |         |
| 第3夜   | おばけ屋敷にはおばけいない         | 吉岡忍            | 吉岡忍                                       | 渡辺浩二 細田沙織 高田謡子 西真由子 小田原宏太                                                                | 松岡謙治 佐川遥   | 7月18日       |         |         |         |         |         |         |         |         |         |         |         |         |         |         |         |         |         |         |
| 第4夜   | 走れるようになりたいかい？         | migmi 板村智幸    | 大西景介                                     | 原田飛鳥 浮村春菜 太田宣貴 明光 慧敏 龍光                                                                     | 原田飛鳥 佐川遥   | 7月25日       |         |         |         |         |         |         |         |         |         |         |         |         |         |         |         |         |         |         |
| 第5夜   | あなたと過ごした数年間             | 板村智幸          | 武藤信宏                                     | 西道拓哉 露木愛里 渡辺浩二 黒鳥剣 伊藤大翼 古谷梨絵                                                           | 西尾淳之介 佐川遥 | 8月1日        |         |         |         |         |         |         |         |         |         |         |         |         |         |         |         |         |         |         |
| 第6夜   | クオリティーを聞いてるんじゃねぇよ | 三好なお          | 三好なお                                     | 西道拓哉 亀田朋幸 橋本純一 石山寛                                                                             | 古谷梨絵 佐川遥   | 8月8日        |         |         |         |         |         |         |         |         |         |         |         |         |         |         |         |         |         |         |
| 第7夜   | 七草さん馬鹿だから                 | 海野なまこ        | 髙田美里 三好なお                            | 小田原宏太 緒方厚 浮村春菜 橋本純一 亀田朋幸                                                                  | 原田飛鳥 佐川遥   | 8月15日       |         |         |         |         |         |         |         |         |         |         |         |         |         |         |         |         |         |         |

### 放送局
| 放送期間 | 放送時間                     | 放送局             | 対象地域       | 備考                 |
| --- | ---------------------------- | ------------------ | -------------- | -------------------- |
| 2022年7月8日 - 9月30日 | 金曜 0:55 - 1:25（木曜深夜） | フジテレビ         | 関東広域圏     | 製作参加             |
| |                              | 岩手めんこいテレビ | 岩手県         |                      |
| |                              | さくらんぼテレビ   | 山形県         |                      |
| |                              | 福島テレビ         | 福島県         |                      |
| |                              | サガテレビ         | 佐賀県         |                      |
| | 金曜 1:05 - 1:35（木曜深夜） | テレビ愛媛         | 愛媛県         |                      |
| | 金曜 1:20 - 1:50（木曜深夜） | 秋田テレビ         | 秋田県         |                      |
| | 金曜 1:30 - 2:00（木曜深夜） | 長野放送           | 長野県         |                      |
| |                              | テレビ静岡         | 静岡県         |                      |
| |                              | 鹿児島テレビ       | 鹿児島県       |                      |
| | 金曜 1:45 - 2:15（木曜深夜） | テレビ熊本         | 熊本県         |                      |
| | 金曜 1:50 - 2:20（木曜深夜） | NST新潟総合テレビ  | 新潟県         |                      |
| | 金曜 1:55 - 2:25（木曜深夜） | 仙台放送           | 宮城県         |                      |
| |                              | 関西テレビ         | 近畿広域圏     |                      |
| |                              | テレビ西日本       | 福岡県         |                      |
| | 金曜 2:00 - 2:30（木曜深夜） | テレビ新広島       | 広島県         |                      |
| | 金曜 2:07 - 2:37（木曜深夜） | 東海テレビ         | 中京広域圏     |                      |
| 2022年7月13日 - 10月5日 | 水曜 1:50 - 2:20（火曜深夜） | 北海道文化放送     | 北海道         |                      |
| 2022年7月16日 - 10月8日 | 土曜 21:00 - 21:30           | アニマックス       | 日本全域       | 製作参加 / BS/CS放送 |
| 2022年8月30日 - 11月22日 | 火曜 1:25 - 1:55（月曜深夜） | さんいん中央テレビ | 島根県・鳥取県 |                      |
| 仙台放送・アニマックスを除くすべての放送局で字幕放送を実施。また、北海道文化放送・アニマックスの2局以外では『ノイタミナ』枠で放送。 |                              |                    |                |                      |

| 配信開始日    | 配信時間                   | 配信サイト | 備考                     |
| ------------- | -------------------------- | --- | ------------------------ |
| 2022年7月8日  | 金曜 12:00 更新            | Amazon Prime Video dアニメストア dTV FOD Netflix U-NEXT WOWOWオンデマンド アニメ放題 バンダイチャンネル ひかりTV                    | 見放題配信               |
|               |                            | Amazon Prime Video DMM.com Google Play GYAO!ストア Rakuten TV YouTube バンダイチャンネル ひかりTV ビデオマーケット ムービーフルPlus | 都度課金配信             |
| 2022年7月12日 | 火曜 12:00 更新            | HAPPY!動画 | 都度課金配信             |
| 2022年7月13日 | 水曜 0:00（火曜深夜） 更新 | J:COMオンデマンド milplus | 見放題配信・都度課金配信 |
|               |                            | music.jp | 都度課金配信             |
| 2022年7月29日 | 金曜 12:00 更新            | Disney+ | 見放題配信               |

| 放送期間       | 放送時間               | 放送局                                          | 対象地域 | 備考                                    |
| -------------- | ---------------------- | ----------------------------------------------- | -------- | --------------------------------------- |
| 2025年7月4日 - | 金曜 23:30 - 土曜 0:00 | フジテレビ（製作参加） ほか系列フルネット全26局 | 日本国内 | 字幕放送 / 解説放送 / 『ノイタミナ』枠  |
| 2025年8月1日 - | 金曜 19:00 - 19:30     | アニマックス                                    | 日本全域 | 製作参加 / BS/CS放送 / リピート放送あり |

| 配信開始日    | 配信時間                           | 配信サイト | 備考                   |
| ------------- | ---------------------------------- | --- | ---------------------- |
| 2025年7月5日  | 土曜 0:00（金曜深夜） 更新         | Amazon Prime Video | 見放題独占配信         |
|               | 土曜 0:00（金曜深夜） 以降順次更新 | Amazon Prime Video DMM TV Google Play HAPPY!動画 J:COM STREAM milplus music.jp Rakuten TV TELASA バンダイチャンネル ビデオマーケット ムービーフルPlus | 都度課金配信           |
| 2025年7月10日 | 木曜 0:00（水曜深夜） 更新         | TVer | 最新話期間限定無料配信 |

### BD / DVD
| 巻 | 発売日         | 収録話         | 規格品番   | 規格品番   |
| 巻 | 発売日         | 収録話         | BD限定版   | DVD限定版  |
| -- | -------------- | -------------- | ---------- | ---------- |
| 上 | 2022年10月26日 | 第1話 - 第6話  | ANZX-15381 | ANZB-15381 |
| 下 | 2023年1月25日  | 第7話 - 第13話 | ANZX-15382 | ANZB-15382 |

| 巻 | 発売日             | 収録話         | 規格品番   | 規格品番   |
| 巻 | 発売日             | 収録話         | BD限定版   | DVD限定版  |
| -- | ------------------ | -------------- | ---------- | ---------- |
| 上 | 2025年10月29日予定 | 第1話 - 第6話  | ANZX-16821 | ANZB-16821 |
| 下 | 2026年1月28日予定  | 第7話 - 第12話 | ANZX-16822 | ANZB-16822 |

| フジテレビ ノイタミナ                  | フジテレビ ノイタミナ  | フジテレビ ノイタミナ           |
| 前番組                                 | 番組名                 | 次番組                          |
| -------------------------------------- | ---------------------- | ------------------------------- |
| 四畳半神話大系（再放送・第12話初放送） | よふかしのうた Season1 | うる星やつら（2022年版・第1期） |
| フジテレビ系列 ノイタミナ              |                        |                                 |
| 謎解きはディナーのあとで               | よふかしのうた Season2 | しゃばけ                        |